# Stade TEDA Football
Pour les articles homonymes, voir Teda.
 (avril 2025).
Le TEDA Football Stadium (en chinois : 泰达足球场) est un stade de football professionnel situé à Tianjin, en République populaire de Chine.
Son club résident actuel est le Tianjin TEDA, qui évolue en Chinese Super League. La capacité du stade s'élève à 37 450 personnes.
Le stade est situé dans la Zone de développement économique et technologique de Tianjin (Tianjin Economic-technological Development Area, TEDA) et a été dessiné par les architectes Peddle Thorp, un cabinet d'architectes australien.

## Histoire
Ce stade a été construit en 2004.

## Galerie

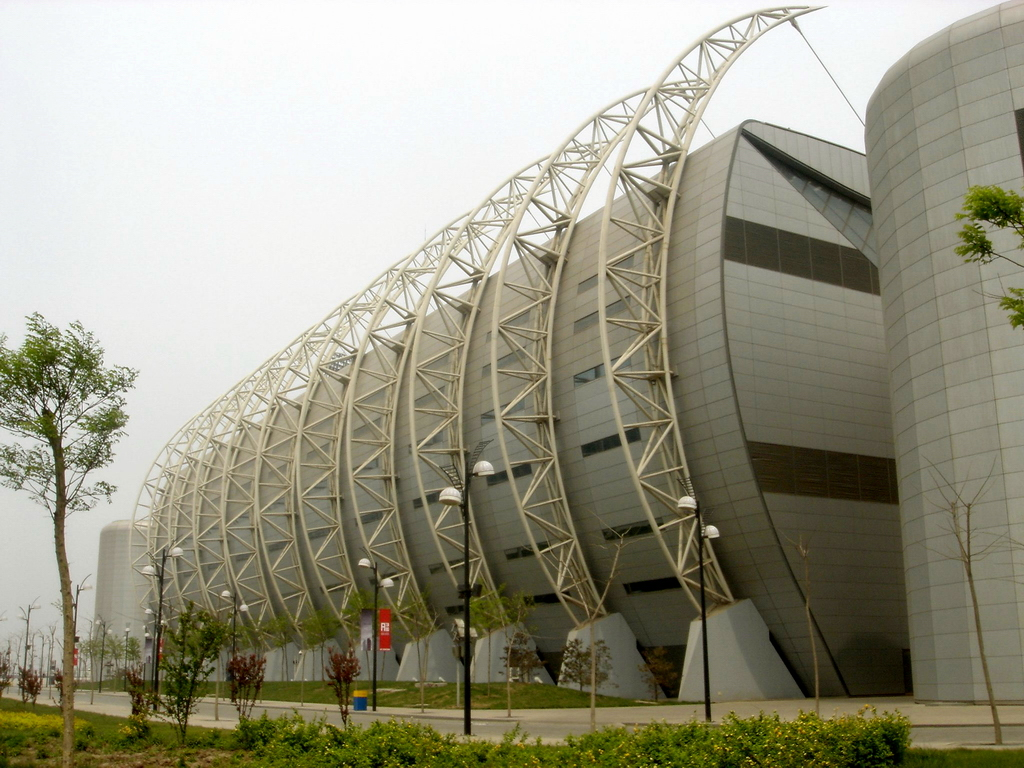
TEDA Soccer Stadium